# Indlejret system
Et indlejret system (eng. embedded system) er ethvert elektronisk system med en CPU, som ikke er en traditionel Personlig Computer.
Indlejrede systemer findes i næsten alt elektronisk udstyr i dag. I de fleste indlejrede systemer er CPU og periferichips pakket ind i en mikrocontroller pga. dennes lavere pris og færre diskrete komponenter:
- Alarmudstyr
- Computer
- DSP
- Fjernsynsapparat
- Håndholdt computer (PDA)
- Mobiltelefon
- Netkort
- Opvaskemaskine
- Radioapparat
- Robot
- Tamagotchi
- Telefon
- Vaskemaskine
- Små vejrstationer